# Универсидад (футбольный клуб, Лас-Пальмас)

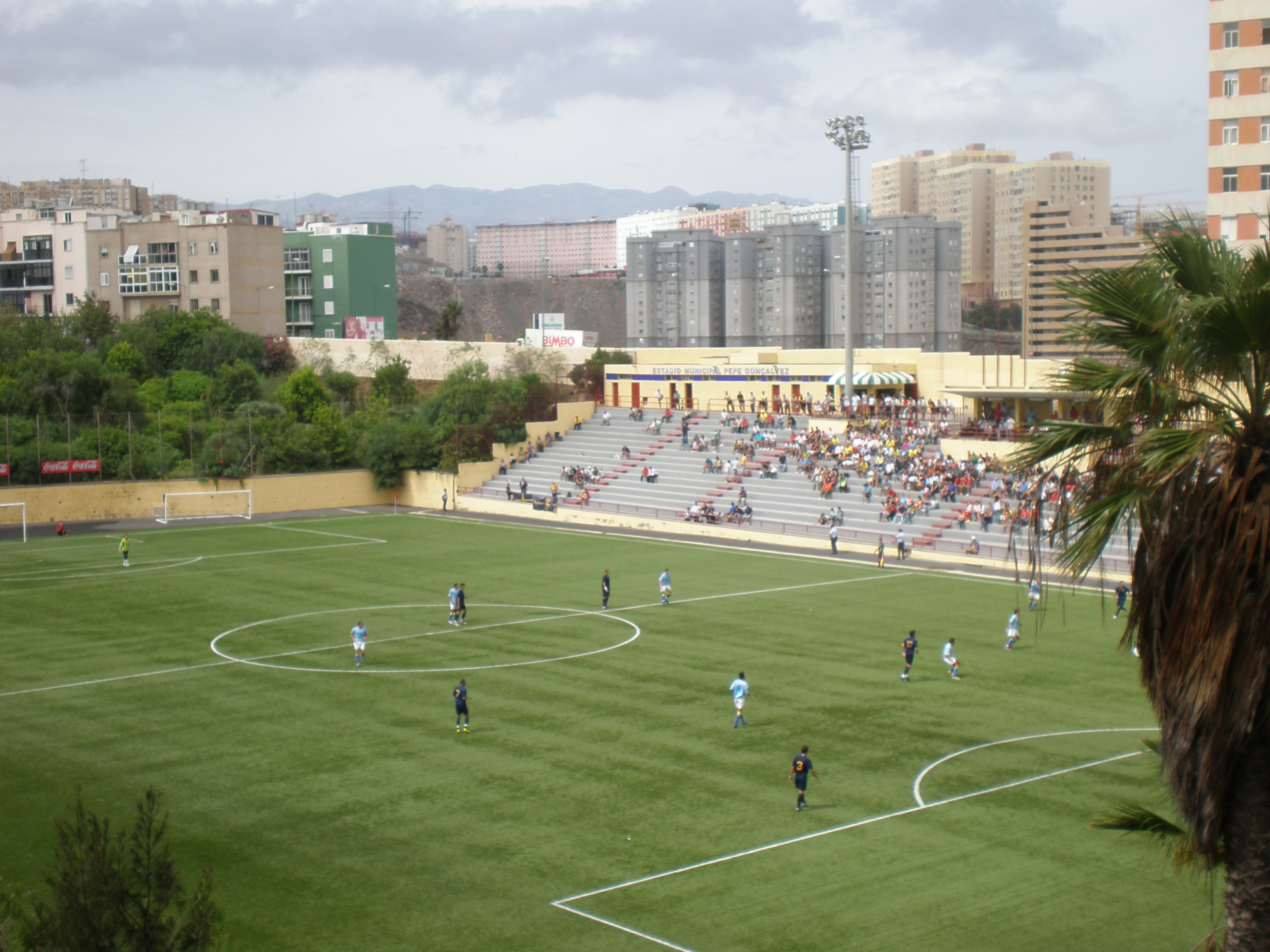
Стадион «Пепе Госалвес»

«Универсидад» (исп. Universidad de Las Palmas Club de Fútbol) — не существующий в настоящее время испанский футбольный клуб из города Лас-Пальмас-де-Гран-Канария, выступавший в сезоне 2010/11 в Сегунде Б, третьем по силе дивизионе Испании. Основан в 1994 году. Домашние матчи проводил на стадионе «Пепе Госалвес», вмещающем 2 000 зрителей. В «Примере» и «Сегунде» «Универсидад» никогда не выступал, в «Сегунде» провёл в своей истории один сезон (2000/01) и занял 20-е место. В связи с финансовыми проблемами клуб прекратил существование 7 июля 2011 года.

## Достижения
- Победитель Сегунды Б (3): 1999/00, 2002/03, 2005/06.

## Сезоны по дивизионам
- Сегунда — 1 сезон.
- Сегунда Б — 12 сезонов.
- Терсера — 1 сезон.
- Региональная лига — 3 сезона.